# Dragutin Stojaković
Dragutin Stojaković, hrvaški general, * 1. januar 1910, Mrčaj, † 23. junij 1996, Zagreb.

## Življenjepis
Leta 1934 je postal član KPJ in leta 1941 se je pridružil NOVJ; med vojno je bil politični komisar več enot in šef Ozne za Banijo.
Po vojni je bil zaposlen v varnostnih organih Banije, pomočnik ministra za notranje zadeve Hrvaške, načelnik Uprave Ljudske milice Hrvaške,....